# الدوري الفلسطيني الممتاز للضفة الغربية 2012–13
الدوري الفلسطيني الممتاز للضفة الغربية 2012–13 هو موسم من الدوري الفلسطيني الممتاز للضفة الغربية. فاز فيه نادي شباب الظاهرية.